# Aleksej Ruski
Aleksej Ruski oziroma Aleksej Mihajlovič (Алексей Михайлович), ruski car, * 29. marec (19. marec, ruski koledar) 1629, Moskva, † 8. februar (29. januar) 1676, Moskva.
Aleksej Mihajlovič je vladal od leta 1645. Bil je blag in veren človek, ki je vladarske posle prepuščal sodelavcem. V njegovem času je bilo uzakonjeno tlačanstvo v strogi ruski obliki. Ukrajinski Kozaki so se pridružili Ruskemu cesarstvu. Rusija se je bojevala s Poljsko in Švedsko. Vojna s Poljsko ji je prinesla Smolensk, Kijev in ozemlje Ukrajine vzhodno od Dnepra. Upor Stenjke Razina je vznemiril vso Rusijo. Velik pretres je povzročila tudi cerkvena reforma patriarha Nikona. Aleksej je bil oče treh ruskih carjev, slaven med njimi je postal Peter Veliki.

## Začetek vladanja
Za njegovo nekoliko površno vzgojo je poskrbel njegov varuh Boris Ivanovič Morozov, inteligenten, izobražen bojar. Ker je bil tudi častihlepen in premeten, je bil na dvoru in pri uradništvu precej nepriljubljen. Potem ko je šestnajstletni Aleksej zasedel prestol, je Morozov prevzel vodenje vladarskih poslov. Ko se je mladi car poročil z Marijo Iljinično Miloslavsko se je Morozov poročil z njeno sestro in postal del carske družine.

## Uzakonitev tlačanstva. Pripojitev Kozakov
Morozov si je prizadeval povečati državne prihodke, kar je leta 1648 pripeljalo do velikega upora v Moskvi in potem še v drugih velikih mestih. Množice so se znesle nad nekaterimi visokimi uradniki, ki so jih imele za glavne povzročitelje nezadovoljstva, potem pa so zahtevale izročitev Morozova. Ta se je začasno umaknil v samostan, car pa je nad najbolj uporna mesta poslal vojsko. Prebivalci Novgoroda so se umirili že ob približevanju vojske, Pskov pa se je zaprl za obzidje in popustil šele, ko je bilo upornikom obljubljeno, da ne bodo kaznovani (poveljnik vojske, knez Hovanski, ni imel dovolj mož za zavzetje mesta). Položaj Morozova je na dvoru prevzel knez Nikita Ivanovič Odojevskij in kasneje patriarh Nikon.
Da bi preprečil podobne dogodke, je Aleksej leta 1649 sklical zemskij sobor (skupščina bojarjev in cerkvenih veljakov), ki je sprejel zakon, poznan kot sobornoe uloženie. Zakon je uveljavil tlačanstvo v strogi ruski obliki. Kmet je bil postavljen v vlogo sužnja: gospodar je razpolagal z njegovo usodo, se vtikal v njegovo osebno življenje, odločal o njegovi poroki, lahko ga je surovo kaznoval; tudi če ga je ubil, ni trpel posledic. Vsi pobegli kmetje so se morali vrniti k starim gospodarjem. Kmetje so začeli bežati na periferijo cesarstva, kjer jih oblast ni mogla doseči, največ v ravnine ob Donu, kjer so se prelevili v kozake, ko pa je proste zemlje zmanjkalo, v revne kozake, ki jih je bilo lahko dvigniti k uporu.
Na ozemlja ob Donu so pod pritiskom Poljakov bežali tudi Ukrajinski Kozaki. Ti so si že desetletja prizadevali, da bi si med Poljsko, Turčijo in Krimskim tatarskim kanatom zagotovili samostojnost. Koncem 16. stoletja so uživali široko avtonomijo v okviru Poljske. Po letu 1625 (smrt atamana Sagajdačnega) pa so si jih poskušali Poljaki podrediti, kar je vodilo do stalnih medsebojnih spopadov. Leta 1651 je ataman Bogdan Hmelnicki prosil carja za vključitev v njegovo državo. S sklepom zemskega sobora je koncem leta 1653 Ukrajina dobila avtonomijo znotraj Ruskega carstva, carstvo pa znatno vojaško silo.

## Vojna s Poljsko (1654–1667) in Švedsko (1656–1658)
Car je kmalu potem, ko je od Kozakov prejel prisego zvestobe, napovedal Poljski vojno. Sprva je šlo Rusom zelo dobro. Mesta Polock, Mogilev in celotna Bela Rusija so se predajali praktično brez boja. Smolensk so Rusi zavzeli po samo petih tednih obleganja. Naslednje leto (1655) so Rusi vkorakali v Litvo in z lahkoto zavzeli mesta Vilno, Grodno, Kaunas. Med tem je Hmelnicki ob pomoči ruskih enot zavzel južno Poljsko do Lublina.
Stisko Poljakov je izkoristil švedski kralj Karel X. in zavzel Poznanj, Varšavo, Krakov (druga nordijska vojna, 1655–1660). Car se je prestrašil, da se bo Švedska razširila preko vse Poljske. S Poljaki je sklenil mir in svojo vojsko usmeril proti Švedski (1656). Potem ko je ruska vojska zavzela nekaj livonijskih mest, je obtičala pred Rigo. Začeli so se neuspehi in po zavzetju Tartuja so se ruske aktivnosti popolnoma zaustavile. Rusi so s Švedi sklenili premirje za 20 let.
Po smrti atamana Hmelnickega so Kozaki prešli spet na poljsko stran. To je omogočilo Poljakom, da so s Poljskega najprej izrinili Švede, prekršili nato mir z Rusi in jih dvakrat premagali (pri Połonki in Čudnivu) ter ponovno zavzeli Litvo (1660). Da bi se izognil ponovnemu spopadu s Švedi, je car leta 1661 z njimi v Kardisu sklenil mir (nadomestil je prejšnje premirje), v katerem je Švedom vrnil vsa zavzeta ozemlja.
Kozaki so se med seboj sprli in se razdelili. Kozaki na levem bregu Dnepra so se povezali z Rusi, Kozaki na desnem bregu pa s Poljaki.
Leta 1662 je bila Rusija finančno izčrpana. Namesto srebrnega je začela kovati bakren denar, ki pa ga ni jemala kot plačilo. Prišlo je do velike revščine in posledično do upora proti Miloslavskim, caričini rodbini. Množica je poskušala vdreti v njihovo palačo, vojska je intervenirala; tedaj je bilo v Moskvi 7000 žrtev, veliko upornikov je končalo na vešalih.
Težave pa so imeli tudi na Poljskem, kjer je izbruhnila državljanska vojna in potem še vojna s Turčijo. To je Poljake prisililo da so leta 1667 v Andrusovu sklenili z Rusi trinajstletno premirje. Rusi so se odrekli Litvi, a so obdržali Smolensk in Kijev in Ukrajino vzhodno od Dnepra (s prestolnico v Buturinu). Kijev, »mati ruskih mest«, je po dolgem času spet prišel k Rusiji. Glede na druga ruska mesta je bil mnogo bolj kultiviran in delno latiniziran. Z mirom sta Ukrajina zahodno od Dnepra in Bela Rusija pripadli Poljski.

## Upor Stenjke Razina (1667–1671)
Zaostrena tlačanska razmerja in velika revščina, ki jo je še poglobila vojna, so bili razlogi za številne kmečke upore, med katerimi izstopa upor Donskih Kozakov pod vodstvom Stepana Timofejeviča Razina, ki je dobil ime Stenjka Razin. Z Dona se je s kakimi 600 pristaši napotil proti vzhodu in nekaj časa ropal po Volgi in Kaspijskem morju. Njegova vojska je hitro narasla. Med ljudstvom se je začelo govoriti o njegovih nadnaravnih lastnostih, da mu meč in krogla na moreta do živega. Na Volgi mu je uspelo nekoč zajeti konvoj 35 ladij v lasti carja s tovorom in orožjem. Cesarske uradnike je pobil, veslače pa spustil na svobodo. Po vsej Rusiji so se razširile bajke o bogastvu zaplenjenega blaga, ljudje so se proti njemu začeli obnašati kot proti carju, klečali pred njim in se mu klanjali. Njegov ugled med ljudstvom mu je omogočal, da se je 4 leta po rekah in morju križaril od Urala do Perzije. Ropal je bogate in dajal revnim. Carski vojaki se proti njemu niso hoteli bojevati. Nazadnje je knez Barutinski vendarle razbil njegovo vojsko in ga ujel. Junija 1671 so ga v Moskvi kruto umorili.

## Cerkvena reforma patriarha Nikona
Car Aleksej je leta 1651 imenoval novgorodskega metropolita Nikona za moskovskega patriarha. Nikon je bil odtlej carjev najožji sodelavec. Izvedel je cerkveno reformo, ki je rusko bogoslužje vrnila bliže bizantinskim ortodoksnim izhodiščem:
V ruskih liturgičnih knjigah se je skozi stoletja ob prepisovanju nabralo vse polno napak, ki so bile prenesene v tiskane knjige. Največ napak je bilo še iz mongolskih časov (1238–1480), ko je bilo neznanje v cerkvi največje. Patriarh Nikon se je odločil, da bo te napake odpravil. Ukazal je zbrati najstarejše ruske in grške knjige in jih dal primerjati najbolj učenim ruskim svečenikom. Do leta 1656 so pripravili nove liturgične knjige. Nikon je zahteval, da se stare knjige (ki so jih ljudje imeli za svete) in ikone, ki niso ustrezale pravilom, uničijo in sežgejo in da se bogoslužje podredi novim knjigam. S tem je posegel v globoko ukoreninjene verske navade preprostih ljudi. Boga boječi, globoko verni ljudje so imeli novosti za krivoverstvo in so se bali, da bodo grešili, če jim bodo sledili. Prišlo je do zgražanja in velikih nasprotovanj. Nikon je uporabil silo. Ne bi uspel, če ne bi imel popolne podpore carja. Posvetna oblast je obračunavala z nepokornimi menihi. Pristaši stare vere in starega obreda so bili proglašeni za razkolnike (odpadnike), ki so jih preganjali, nekatere so celo sežgali. Sam car je na dvoru kaznoval one, ki so se še naprej križali z dvema namesto s tremi prsti.
Vendar Nikon ni poznal mere. Skušal je spreminjati tudi cerkveno arhitekturo, odpravljati kičaste motive. Kjerkoli je mogel, je kazal nadrejenost cerkve nad carsko oblastjo. Car ga je nehal podpirati. Nazadnje ga je pokopala lastna oholost in zamerljivost. Ko se car nekoč, kot že nekajkrat prej, ni udeležil bogoslužja, je Nikon ob koncu obreda odložil insignije patriarha na oltar in odšel v samostan Novi Jeruzalem (1658). Morda je mislil, da ga bo car prišel prosit, naj se vrne, a car tega ni storil. Leta 1667 se je v Moskvi sestal cerkveni zbor, ki sta mu prisostvovala tudi patriarha iz Antiohije in Aleksandrije. Odobril je Nikonovo reformo in popravke knjig, Nikona pa je obsodil zaradi samovoljne odpovedi nazivu patriarha. Odvzeli so mu vse višje stopnje posvečenosti. Kot navaden menih je vse do smrti leta 1681 živel v nekem samostanu ob Belem jezeru (Vologdska oblast). Cerkev v Rusiji nikdar več ni imela takšne politične moči kot v Nikonovem času.
Cerkveni zbor je izobčil vse, ki so nasprotovali cerkveni reformi. Pristaši stare vere in starih obredov so bili nasprotno prepričani, da je cerkveni zbor izdal pravoslavje in so se odcepili od pravoslavne cerkve. Center razkolnikov je bil Solovecki samostan na Belem jezeru. Ruska vojska ga je oblegala osem let (1669–1676), preden ga je zavzela. Vendar s tem razkolništvo v Rusiji ni bilo zlomljeno.

## Zadnja leta
Potem ko je prišel patriarh Nikon v nemilost, je postal Aleksejev prvi vladni človek Afanasij Lavrentjevič Ordin-Našokin, prvi ruski diplomat v modernem smislu, ki je bil zaslužen za mir v Andrusovu. Leta 1670, po smrti carjeve žene Marije, ga je izpodrinil enako sposobni bojar Artamon Sergejevič Matvejev, katerega dobrodejni vpliv je prevladoval v zadnjem obdobju Aleksejevega vladanja. Matvejev je bil pristaš zahodnoevropske kulture. S carjem sta se veliko pogovarjala o potrebnih reformah, do katerih pa ni prišlo V Matvejevi hiši je Aleksej srečal njegovo varovanko in učenko, mlado, lepo in živahno Natalijo Kirilovno Naryškino, ki je postala druga carjeva žena. Rodila mu je tri otroke, med njimi Petra.
Car Aleksej Mihajlovič je bil blag, dobrosrčen vladar, ljudstvo ga je imelo rado. Bil pa je vladarsko premalo aktiven. Vsi veliki dogodki v času njegovega vladanja so se dogodili brez njegove udeležbe. Veliko se je ukvarjal z družino in cerkvenimi obredi. V obdobju 1650–1670 je dal poslikati Arhangelsko katedralo v Moskovskem kremlju, kjer so pokopani ruski carji in knezi. Freske so posvečene arhangelu Mihaelu, zaščitniku ruskih vladarjev. Zgodovinski in legendarni prizori iz življenja carjev poveličujejo njihovo posvetno oblast; religiozna tematika se postopoma umika posvetni.
Alekseja Mihajloviča je nasledil njegov sin Fjodor Aleksejevič kot Fjodor III. Ruski.

## Družina
Aleksejeva prva žena, Marija Iljinična Miloslavska (1625–1669), mu je v enaindvajsetih letih rodila trinajst otrok, 5 sinov, 8 hčera. Otroško dobo jih je preživelo 9. Prvi prestolonaslednik Aleksej Aleksejevič je umrl pred očetom:
- Jevdokija (1650–1712)
- Marfa (1652–1707)
- Aleksej (1654–1670)
- Sofija (1657–1704), regentka v času mladoletnosti Petra I. in Ivana V.
- Jekaterina (1658–1718)
- Marija (1660–1723)
- Fjodor III. (1661–1682), ruski car
- Feodozija (1662–1713)
- Ivan V. (1666–1696), ruski socar.

Leta 1671 se je Aleksej Mihajlovič poročil z Natalijo Kirilovno Naryškino (1651–1694). Rodila mu je tri otroke, 2 sta preživela otroško dobo:
- Peter I. (1672–1725), ruski car
- Natalija (1673–1716)

Tekmovanje med rodbinama Miloslavkih in Nariškynih je krojilo nadaljnjo usodo Rusije in za Fjodorom III. pripeljalo na carski prestol Petra Velikega.